# Albrecht Dümling
Albrecht Dümling (* 17. Februar 1949 in Wuppertal) ist ein in Berlin lebender deutscher Musikwissenschaftler und -kritiker.

## Leben
Nach Studium u. a. der Musikwissenschaft in Essen, Wien und Berlin wurde er bei Carl Dahlhaus mit einer Arbeit über Arnold Schönberg und Stefan George promoviert. 1985 veröffentlichte er über Bertolt Brecht und dessen Beziehungen zu Komponisten. Als Kritiker schrieb er für Der Tagesspiegel, Frankfurter Allgemeine Zeitung und Neue Musikzeitung. Über mehrere Jahre war er Jury-Mitglied im Verband der Deutschen Kritiker.
„Entartete Musik“ ist eines der Hauptbetätigungsfelder Dümlings. So war er Mitgründer der Internationalen Hanns Eisler Gesellschaft und von Musica reanimata, einem gemeinnützigen Verein zur Wiederbelebung, Förderung und Wiederaufführung der Musik verfemter und vergessener Komponisten. Für sein Engagement auf diesem Gebiet erhielt er im Jahr 2007 den gut dotierten Kairos-Preis. Wissenschaftlich verbunden ist Dümling neben anderen Institutionen der Royal Holloway University of London, der Universität Melbourne und dem Zentrum für Antisemitismusforschung in Berlin.
Dümling ist auch Kurator der Ausstellung Entartete Musik. Eine kommentierte Rekonstruktion. Sie entstand 1988 für die Tonhalle Düsseldorf und war seitdem in etwa 50 Orten Europas zu sehen, darunter in Frankfurt am Main, München, Berlin, Dresden, Köln, Wien, Zürich und Amsterdam. Eine englischsprachige Version davon, 1991 für Los Angeles erstellt, wurde bislang in Boston, New York, London, Barcelona, Miami, Chicago und Tel Aviv (März 2011) präsentiert. Die spanischsprachige Version entstand 2007 für die Universität Sevilla und wurde zuletzt 2011 in Salamanca gezeigt. 2007 entstand für die Berliner Philharmonie die vierte Version unter dem Titel Das verdächtige Saxophon. „Entartete Musik“ im NS-Staat.
Seit 1995 befasste er sich mit dem deutschsprachigen Musiker-Exil in Australien, welchem er Forschungsprojekte am Zentrum für Antisemitismusforschung der TU Berlin sowie an der National Library of Australia widmete. Die Ergebnisse veröffentlichte er 2011 in seinem Buch Die verschwundenen Musiker. Jüdische Flüchtlinge in Australien, das in Deutschland wie in Australien auf gute Resonanz stieß. 2016 erschien es in englischer Übersetzung. 2021 wurde Dümling mit dem Bundesverdienstkreuz 1. Klasse ausgezeichnet.
Seine Schwester ist die Malerin Brigitte Dümling.

## Schriften (Auswahl)
- Musik hat ihren Wert. 100 Jahre musikalische Verwertungsgesellschaft in Deutschland. Hrsg. von Reinhold Kreile, Regensburg 2003, ISBN 3-932581-58-X.
- Solidarität der Urheber trotz sich änderndem Berufsbild. Der Deutsche Komponistenverband und seine Vorläuferorganisationen. In: 50 Jahre Deutscher Komponistenverband, Berlin 2004, S. 29–82 (PDF).
- Die verschwundenen Musiker. Jüdische Flüchtlinge in Australien. Böhlau, Köln etc. 2011, ISBN 978-3-412-21415-9.
- „… dass die Statuten der Stagma dringend zeitgemässer Revision bedürfen“. Richard Strauss und das musikalische Urheberrecht 1933/1934. In: Sebastian Bolz, Adrian Kech, Hartmut Schick (Hrsg.): Richard Strauss. Der Komponist und sein Werk. Überlieferung, Interpretation, Rezeption. Bericht über das internationale Symposium zum 150. Geburtstag. München, 26.–28. Juni 2014 (= Münchner Veröffentlichungen zur Musikgeschichte, Band 77), München 2017, S. 73–108 (PDF).
- Mein Gorilla hat 'ne Villa im Zoo: Die Weintraubs Syncopators zwischen Berlin und Australien. ConBrio, Regensburg 2022, ISBN 978-3-949425-03-5.